# Прериаль

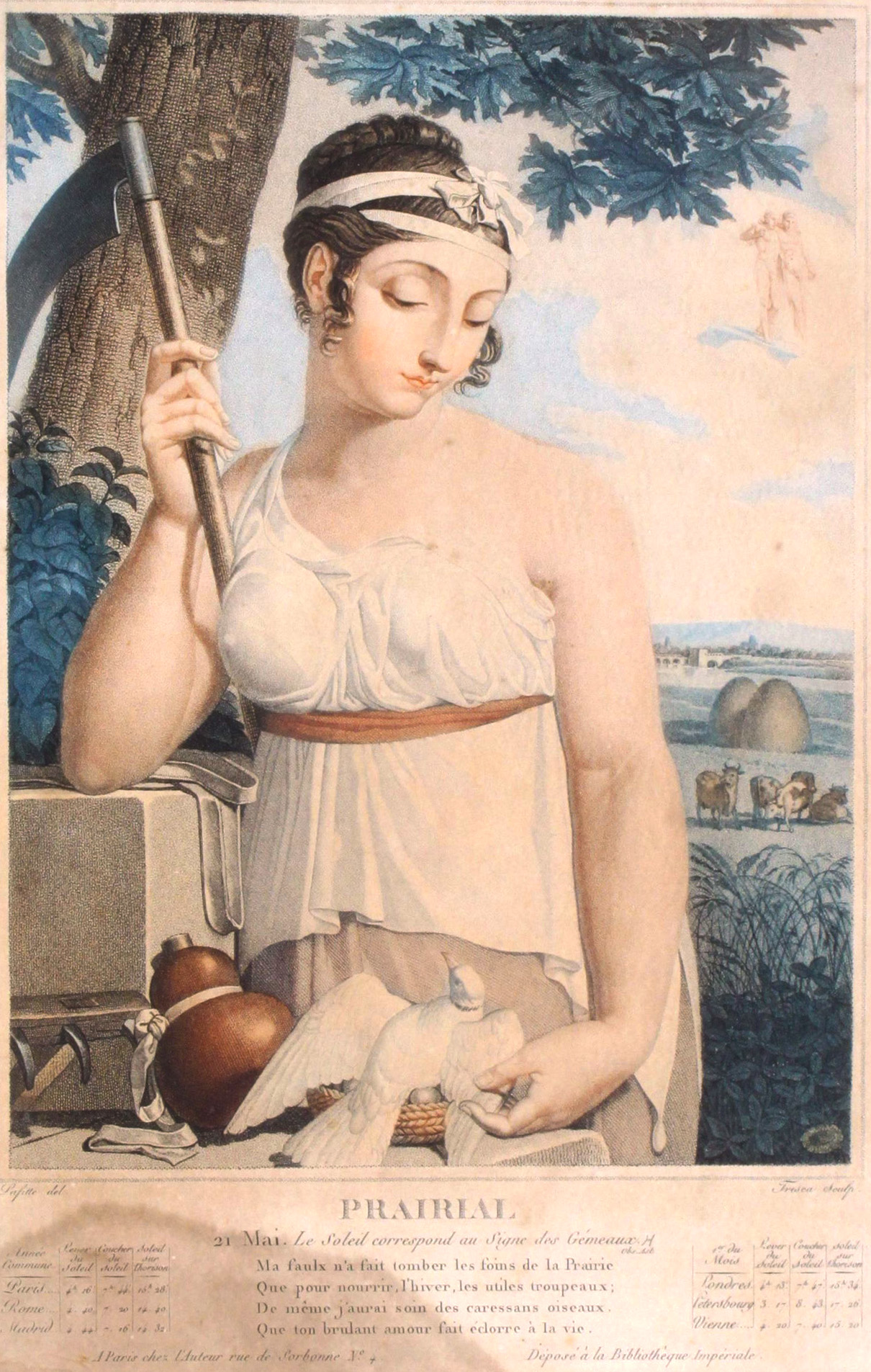
Неизвестный художник. Аллегория, изображающая месяц прериаль

Прериаль (фр. prairial, от prairie — луг) — 9-й месяц (20/21 мая — 18/19 июня) французского республиканского календаря, действовавшего с октября 1793 по 1 января 1806 года.
Как и все месяцы французского революционного календаря, прериаль содержит тридцать дней и делится на три декады. Вместо традиционных в католицизме святых, каждому дню приписано название сельскохозяйственного растения. Исключением являются пятый (фр. Quintidi) и десятый (фр. Decadi) дни каждой декады. Первому из них приписано название животного, а последнему — название сельскохозяйственного орудия.
| 1. Luzerne (люцерна) 2. Hémérocalle (лилейник) 3. Trèfle (клевер) 4. Angélique (дягиль) 5. Canard (утка) 6. Mélisse (мелисса) 7. Fromental (французский райграс) 8. Martagon (лилия саранка) 9. Serpolet (тимьян ползучий, чабрец) 10. Faux (коса) | 11. Fraise (земляника, клубника) 12. Bétoine (буквица) 13. Pois (горох) 14. Acacia (акация) 15. Caille (перепел) 16. Œillet (гвоздика) 17. Sureau (бузина) 18. Pavot (мак) 19. Tilleul (липа) 20. Fourche (вилы) | 21. Barbeau (василёк) 22. Camomille (ромашка) 23. Chèvrefeuille (жимолость) 24. Caille-lait (подмаренник) 25. Tanche (линь) 26. Jasmin (жасмин) 27. Verveine (вербена) 28. Thym (тимьян) 29. Pivoine (пион) 30. Chariot (телега) |